# Вітленд (Міссурі)
Вітленд (англ. Wheatland) — місто (англ. city) в США, в окрузі Гікорі штату Міссурі. Населення — 277 осіб (2020).

## Географія
Вітленд розташований за координатами 37°56′36″ пн. ш. 93°24′8″ зх. д. / 37.94333° пн. ш. 93.40222° зх. д. (37.943451, -93.402154).  За даними Бюро перепису населення США в 2010 році місто мало площу 1,57 км², з яких 1,57 км² — суходіл та 0,00 км² — водойми.

## Демографія
Згідно з переписом 2010 року, у місті мешкала 371 особа в 185 домогосподарствах у складі 95 родин. Густота населення становила 236 осіб/км².  Було 242 помешкання (154/км²).
Расовий склад населення:
| - 94,1 % — білих - 1,9 % — вихідців з тихоокеанських островів - 1,6 % — чорних або афроамериканців - 0,5 % — корінних американців |

До двох чи більше рас належало 1,6 %. Частка іспаномовних становила 1,6 % від усіх жителів.
За віковим діапазоном населення розподілялося таким чином: 19,4 % — особи молодші 18 років, 59,3 % — особи у віці 18—64 років, 21,3 % — особи у віці 65 років та старші. Медіана віку мешканця становила 44,4 року. На 100 осіб жіночої статі у місті припадало 88,3 чоловіків;  на 100 жінок у віці від 18 років та старших — 80,1 чоловіків також старших 18 років.
Середній дохід на одне домашнє господарство  становив 23 968 доларів США (медіана — 15 714), а середній дохід на одну сім'ю — 37 075 доларів (медіана — 35 469). За межею бідності перебувало 26,3 % осіб, у тому числі 2,4 % дітей у віці до 18 років та 31,8 % осіб у віці 65 років та старших.
Цивільне працевлаштоване населення становило 94 особи. Основні галузі зайнятості: освіта, охорона здоров'я та соціальна допомога — 29,8 %, роздрібна торгівля — 19,1 %, транспорт — 12,8 %, виробництво — 11,7 %.